# سد فوناجيرا
سد فوناجيرا هو سد على نهر تينريو، يقع في منطقة تينريو، مدينة هاماماتسو، محافظة شيزوكا في جزيرة هونشو، اليابان.

## التاريخ
أدركت الحكومة اليابانية في فترة تايشو في أوائل القرن العشرين إمكانات وادي نهر تينريو في تطوير الطاقة الكهرومائية. كان نهر تينريو يتميز بحجم تدفق مرتفع وتيار سريع. كانت مناطقه الجبلية العليا وروافده عبارة عن مناطق ذات وديان شديدة الانحدار وأمطار غزيرة، وكانت قليلة السكان، وكان ميل نهر تينريو للفيضانات سبباً في جعل السيطرة على الفيضانات أولوية. وبحلول أواخر الستينيات، تم بناء العديد من السدود على الروافد العليا والمتوسطة للنهر وعلى العديد من روافده.
كان سد فوناجيرا آخر سد كبير يتم الانتهاء منه على نهر تينريو، وتم بناؤه على بعد 30 كيلومترًا فقط من مصب النهر عند نقطة الركود للنهر. بدأت أعمال البناء في سد فوناجيرا في عام 1972 واكتمل بحلول عام 1977 من قبل اتحاد من شركة كوماجايا-غومي ونيشيماتسو للإنشاءات.